# وحدة إفريقية

علم الوحدة الأفريقية

الوحدة الإفريقية وتعد الترجمة الأكثر تدولاً بين الشعوب الناطقة بالعربية ،هي ترجمة محمد جلال هاشم (الافروعمومية) هي حركة فكرية وسياسية واجتماعية 
تهدف الى تشجيع وتعزيز العلاقات التضامنية بين كل الشعوب الإثنية المحلية والجالية الافريقية. وتمتلك هذه الحركة دعم الكبير من الجالية الأفارقة في الكاريبي وأميركا اللاتينية والولايات المتحدة وكندا وذلك بناء على المصير المشترك المتجذر في تجارة العبيد الأطلسية. وتستند الحركة إلى المفهوم أن الوحدة ضرورية للتقدم الاقتصادي والاجتماعي والسياسي وهي تسعى إلى «توحيد» الشعوب ذات النسب الإفريقي و«إنهاضها». تصر الفكرة على أن مصير كل الشعوب والدول الإفريقيتين متداخل. وهذا التفكير في معناه الجوهري هو الاعتقاد بأن «الشعوب الإفريقية من القارة والجالية على السواء ما لها تاريخ مشترك فحسب بل مصير مشترك كذلك.» تم تأسيس منظمة الوحدة الإفريقية (والتي هي الاتحاد الإفريقي الآن) عام 1963من اجل حماية سيادة الدول الأعضاء وسلامة أراضيها ولتقوية علاقات دولية داخل هيكلة منظمة الأمم المتحدة.ولمفوضية الاتحاد الأفريقي مقرها في أديس أبابا وللبرلمان الأفريقي مقره في جوهانسبرغ وغاونتيج.

## نظرة عامة
تؤكد عموم أفريقيا على الحاجة إلى «الاعتماد الجماعي على الذات».  القومية الأفريقية موجودة كهدف حكومي وشعبي. من بين المدافعين عن عموم إفريقيا قادة مثل هيلا سيلاسي وجوليوس نيريري وأحمد سيكو توري وكوامي نكروما والملك سوبوزا الثاني وتوماس سانكارا ومعمر القذافي ومنظمو القاعدة الشعبية مثل ماركوس غارفي ومالكولم إكس، وأكاديميون مثل WEB Du Bois، وآخرون من بين الجالية الأفريقية. يعتقد عموم الأفارقة أن التضامن سيمكّن القارة من تحقيق إمكاناتها لتوفير كل شعوبها بشكل مستقل.
ومن الأهمية بمكان أن تحالف جميع البلدان الأفريقية سيمكن الشعوب الأفريقية على الصعيد العالمي. إن تحقيق الهدف الإفريقي سيؤدي إلى «توحيد السلطة في إفريقيا»، والذي «سيُلزم بإعادة تخصيص الموارد العالمية، فضلاً عن إطلاق طاقة نفسية وأشد تأكيدًا سياسيًا... من شأنها أن تزعزع الاجتماعية والسياسية (القوة) الهياكل... في الأمريكتين». دعاة الوحدة الإفريقية - أي «عموم أفريقيا» أو «عموم أفريقيا» - يناصرون المبادئ الاشتراكية ويميلون إلى معارضة المشاركة السياسية والاقتصادية الخارجية في القارة. ويتهم النقاد أيديولوجية تجانس تجربة المنحدرين من أصل أفريقي. كما يشيرون إلى صعوبات التوفيق بين الانقسامات الحالية داخل البلدان في القارة وداخل المجتمعات في الشتات.

## تاريخ

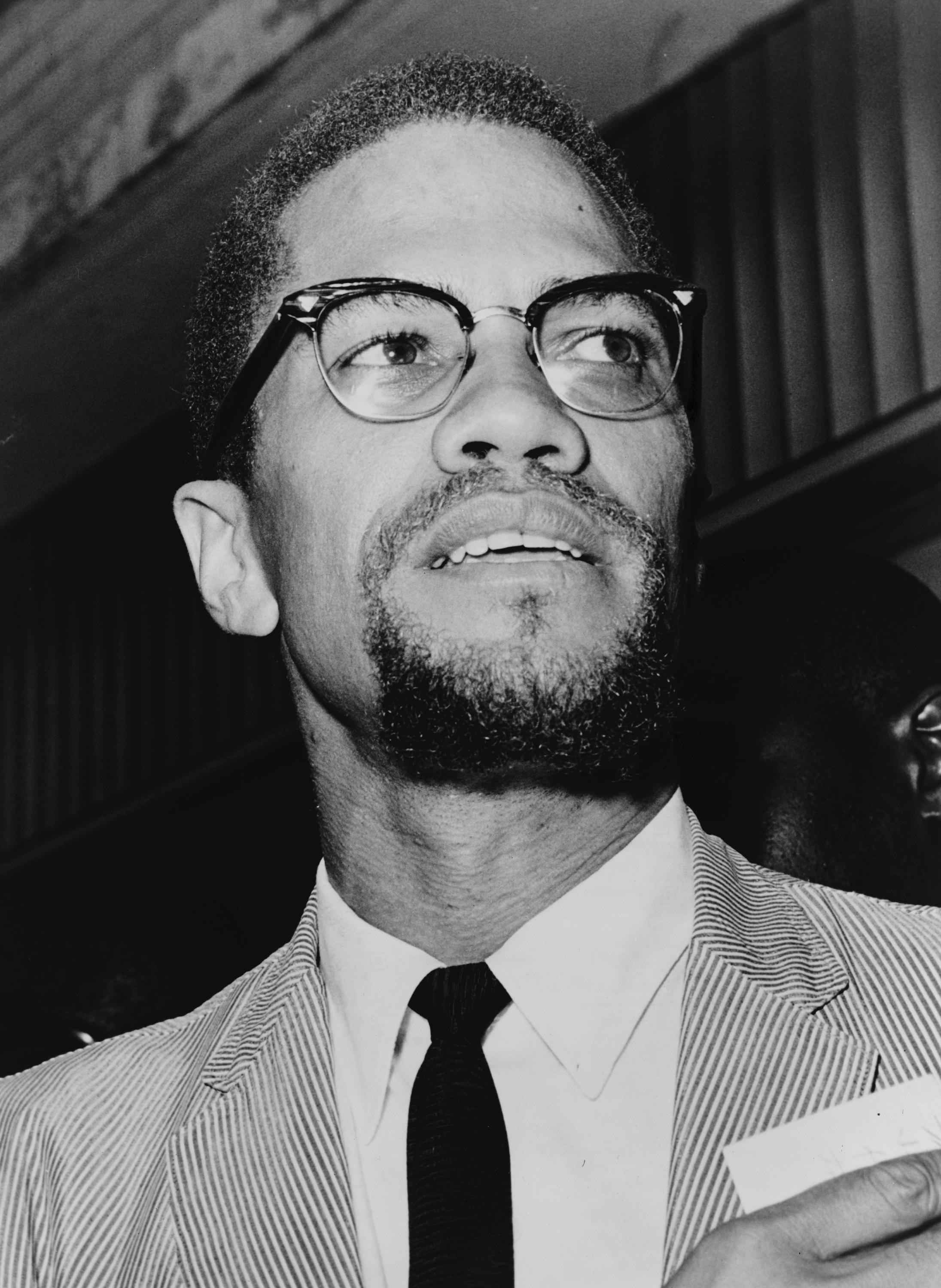
مالكوم إكس

تمثل الفلسفة الإفريقية، باعتبارها فلسفة، مجموعة من الموروثات التاريخية والثقافية والروحية والفنية والعلمية والفلسفية للأفارقة من الماضي إلى الحاضر. تتبع عموم أفريقيا كنظام أخلاقي أصولها من العصور القديمة، وتعزز القيم التي هي نتاج الحضارات الأفريقية والصراعات ضد العبودية والعنصرية والاستعمار والاستعمار الجديد.
إلى جانب عدد كبير من عصابات العبيد، بحلول نهاية القرن التاسع عشر، نشأت حركة سياسية عبر الأمريكتين وأوروبا وأفريقيا سعت إلى دمج الحركات المتباينة في شبكة تضامن، ووضع حد للاضطهاد. ظهر شكل سياسي مهم آخر لوجهة نظر دينية لعموم إفريقيا في شكل إثيوبي. في لندن، كان أبناء إفريقيا جماعة سياسية خاطبها القوبنة أوتوبا كوجوانو في طبعة 1791 من كتابه «أفكار وعواطف حول شر العبودية». خاطبت المجموعة الاجتماعات ونظمت حملات كتابة الرسائل ونشرت مواد الحملة وزارت البرلمان. لقد كتبوا إلى شخصيات مثل جرانفيل شارب، ويليام بيت وأعضاء آخرين في حركة إلغاء البيض، وكذلك الملك جورج الثالث وأمير ويلز، جورج الرابع.
بدأت الوحدة الإفريقية الحديثة في بداية القرن العشرين. تأسست الرابطة الإفريقية، التي سميت فيما بعد باسم الرابطة الإفريقية، حوالي عام 1897 من قبل هنري سيلفستر وليامز، الذي نظم أول مؤتمر لعموم أفريقيا في لندن في عام 1900. مع استقلال غانا في مارس 1957، تم انتخاب كوامي نكروما كأول رئيس للوزراء ورئيس الدولة. برز نكرومة كداعية رئيسي لوحدة إفريقيا المستقلة. جسد الرئيس الغاني مقاربة ناشطة سياسية للوحدة الإفريقية حيث دافع عن «السعي لتحقيق التكامل الإقليمي للقارة الأفريقية بأكملها». مثلت هذه الفترة «العصر الذهبي للطموحات الإفريقية الشاملة»؛ شهدت القارة ثورة وإنهاء الاستعمار من القوى الغربية وسرد النهضة والتضامن اكتسب قوة دفع داخل الحركة الإفريقية. مبادئ Nkrumah لعموم أفريقيا تهدف إلى الاتحاد بين الدول الإفريقية المستقلة بناءً على اعترافها المشترك (أي القمع في ظل الإمبريالية). تطورت الوحدة الإفريقية في عهد نكروما إلى ما وراء افتراضات حركة عرقية عنصرية مرتبطة بأفريقيا السوداء، واعتمدت خطابًا سياسيًا عن الوحدة الإقليمية في أبريل 1958، استضافت نكروما أول مؤتمر لعموم الشعوب الأفريقية (AAPC) في أكرا، غانا. دعا هذا المؤتمر مندوبي الحركات السياسية وكبار القادة السياسيين. باستثناء جنوب إفريقيا، حضرت جميع الدول المستقلة في القارة: مصر وإثيوبيا وغانا وليبيريا وليبيا والمغرب وتونس والسودان.
لقد كان هذا المؤتمر بمثابة حدث ضخم في الحركة الإفريقية، حيث كشف عن وجود اتحاد سياسي واجتماعي بين أولئك الذين يعتبرون الدول العربية والمناطق الأفريقية السوداء. علاوة على ذلك، تبنى المؤتمر هوية قومية إفريقية مشتركة، بين الدول، للوحدة ومعاداة الإمبريالية. حضر فرانتس فانون، صحفي ومقاتل من أجل الحرية وعضو في حزب جبهة التحرير الوطني الجزائري المؤتمر كمندوب للجزائر. وبالنظر إلى الكفاح المسلح لجبهة التحرير الوطني ضد الحكم الاستعماري الفرنسي، وافق المشاركون في المؤتمر على دعم كفاح تلك الدول الخاضعة للقمع الاستعماري. شجع هذا الالتزام بالمشاركة المباشرة في «تحرير القارة؛ وبالتالي، تم إعلان الحرب ضد الضغوط الاستعمارية على جنوب إفريقيا والدعم الكامل لصراع جبهة التحرير الوطني في الجزائر، ضد الحكم الاستعماري الفرنسي».السنوات التي تلت عام 1958، شهد مؤتمر أكرا أيضًا وضع سياسة خارجية جديدة لعدم الانحياز كما بين الولايات المتحدة والاتحاد السوفيتي، والإرادة لإقامة «هوية أفريقية» في الشؤون العالمية من خلال الدعوة إلى الوحدة بين الدول الأفريقية حول العلاقات الدولية «سوف يستند هذا إلى إعلان باندونغ وميثاق الأمم المتحدة والولاء لقرارات الأمم المتحدة.»
في عام 1959، التقى نكروما والرئيس سيكو توري رئيس غينيا والرئيس وليام توبمان رئيس ليبيريا في سانكيلي ووقعوا على ساننيكيلي. إعلان يحدد مبادئ تحقيق وحدة الدول الأفريقية المستقلة مع الحفاظ على الهوية الوطنية والبنية الدستورية المستقلة. فهم منقح للوحدة الأفريقية وتوحيد الدول المستقلة.
في عام 1960، عُقد مؤتمر الشعوب الأفريقية الثاني في أديس أبابا، إثيوبيا. ازدادت عضوية منظمة الشعوب الإفريقية (AAPO) بإدراج «الحكومة الجزائرية المؤقتة (لأنها لم تحصل بعد على الاستقلال)، الكاميرون، غينيا، نيجيريا، الصومال، والجمهورية العربية المتحدة».  سلط المؤتمر الضوء على الأيديولوجيات المتباينة داخل الحركة، حيث لم تحصل دعوة نكروما إلى الاتحاد السياسي والاقتصادي بين الدول الأفريقية المستقلة إلا على القليل من الاتفاق. أدت الخلافات التي تلت عام 1960 إلى نشأ فصيلين متنافسين داخل الحركة الإفريقية: كتلة الدار البيضاء وكتلة برازافيل. في عام 1962، حصلت الجزائر على استقلالها من الحكم الاستعماري الفرنسي وتولى أحمد بن بيلا الرئاسة.
كان بن بيلا داعية قوي للوحدة الإفريقية والوحدة الأفريقية. في أعقاب النضال المسلح من قبل جبهة التحرير الوطني من أجل التحرير، تحدث بن بيلا في الأمم المتحدة ودافع عن دور أفريقيا المستقلة في توفير الدعم العسكري والمالي لحركات التحرير الأفريقية التي تعارض الفصل العنصري ومحاربة الاستعمار البرتغالي. بحثًا عن صوت موحد، في عام 1963 في مؤتمر قمة أفريقي عقد في أديس أبابا، إثيوبيا، التقت 32 دولة إفريقية وأنشأت منظمة الوحدة الأفريقية (OAU). تم إنشاء ميثاق منظمة الوحدة الأفريقية في هذه القمة ويحدد «الجهود المنسقة لرفع مستوى معيشة الدول الأعضاء والدفاع عن سيادتها» من خلال دعم مقاتلي الحرية وإنهاء الاستعمار. وهكذا، تم تشكيل لجنة التحرير الأفريقية (ALC)، خلال قمة 1963. دافع عن دعم حركات التحرير، وكان الرئيس الجزائري بن بيلا، على الفور «تبرع بمبلغ 100 مليون فرنك لأموالها وكان واحدا من البلدان الأولى، من المنظمة لمقاطعة البضائع البرتغالية وجنوب أفريقيا».
في عام 1969، استضافت الجزائر المهرجان الثقافي لعموم أفريقيا، في 21 يوليو واستمر لمدة ثمانية أيام. في هذه اللحظة من التاريخ، وقفت الجزائر «كمنارة للتشدد الأفريقي والعالم الثالث»، وستأتي لإلهام معارك ضد الاستعمار في جميع أنحاء العالم. اجتذب المهرجان الآلاف من الدول الإفريقية ومن الشتات الأفريقي، بما في ذلك الفهود السود. مثل تطبيق مبادئ الثورة الجزائرية على بقية إفريقيا، ورمز لإعادة تشكيل تعريف الهوية الأفريقية في ظل التجربة المشتركة للاستعمار. عزز المهرجان مكانة الرئيس الجزائري ووضع بومدين في إفريقيا والعالم الثالث. بعد وفاة كوامي نكروما في عام 1972، تولى معمر القذافي عباءة زعيم الحركة الإفريقية وأصبح أكثر المدافعين عن الوحدة الأفريقية صراحةً، مثل ظهوره من قبل «الولايات المتحدة الإفريقية». في الولايات المتحدة، يرتبط المصطلح ارتباطًا وثيقًا بالأفريقية المركزية، وهي أيديولوجية لسياسة الهوية الأمريكية الأفريقية التي ظهرت خلال حركة الحقوق المدنية في الستينيات والسبعينيات.

## المفهوم
كما تصورها في الأصل هنري سيلفستر وليامز (على الرغم من أن بعض المؤرخين الذين ينسبون الفكرة إلى إدوارد ويلموت بلايدن)، أشارت الوحدة الأفريقية إلى وحدة كل قارة إفريقيا.
خلال الفصل العنصري في جنوب إفريقيا، كان هناك مؤتمر لعموم إفريقيا تعامل مع اضطهاد الأفارقة في جنوب إفريقيا تحت حكم الفصل العنصري. ومن بين المنظمات الإفريقية الأخرى: رابطة غارفي العالمية لتحسين الزنجي - رابطة المجتمعات الإفريقية، و TransAfrica، وحركة Uhuru الديمقراطية الشعبية الدولية. بالإضافة إلى ذلك، يُنظر إلى الوحدة الإفريقية على أنها محاولة للعودة إلى ما يعتبره مؤيدوها مفاهيم إفريقية تقليدية فريدة عن الثقافة والمجتمع والقيم. ومن أمثلة ذلك حركة Léopold Sédar Senghor's Négritude، ورؤية Mobutu Sese Seko لـ Authenticité.
هناك موضوع مهم يعمل عبر الكثير من الأدب الإفريقي حول الروابط التاريخية بين مختلف البلدان في القارة، وفوائد التعاون كوسيلة لمقاومة الإمبريالية والاستعمار. في القرن الحادي والعشرين، يهدف بعض الأفريقيين إلى معالجة العولمة ومشاكل العدالة البيئية. على سبيل المثال، في مؤتمر «الوحدة الإفريقية من أجل جيل جديد» الذي عقد في جامعة أكسفورد، يونيو 2011، جادل ليدوم ميتي، الرئيس الحالي لحركة بقاء شعب أوغوني (MOSOP)، يجب على حركات العدالة البيئية في جميع أنحاء القارة الأفريقية إنشاء روابط أفقية من أجل حماية أفضل لمصالح الشعوب المهددة والنظم الإيكولوجية التي تنضم إليها، والتي يعتمد عليها بقائها. ذهبت بعض الجامعات إلى حد إنشاء «أقسام الدراسات الإفريقية» في أواخر الستينيات. ويشمل ذلك جامعة ولاية كاليفورنيا، حيث تم إنشاء هذا القسم في عام 1969 كرد فعل مباشر على حركة الحقوق المدنية، وهو مكرس اليوم «لتدريس الطلاب حول تجربة العالم الأفريقي»، «لإظهار الثراء للحرم الجامعي وللمجتمع، وحيوية، وتنوع، وحيوية الثقافات الأفريقية والأمريكية الأفريقية ومنطقة البحر الكاريبي» و«تقديم الطلاب والمجتمع مع تحليل الأفرو» للعنصرية المعادية للسود. تقدم جامعة سيراكيوز أيضًا درجة الماجستير في «الدراسات الإفريقية الشاملة».

## ألوان الوحدة الأفريقية
أعلام العديد من الدول في أفريقيا والمجموعات الأفريقية تستخدم الأخضر والأصفر والأحمر. تم تبني مزيج الألوان هذا في الأصل من علم إثيوبيا عام 1897، واستلهم من حقيقة أن إثيوبيا هي أقدم دولة مستقلة في القارة، مما يجعل من الإثيوبيين الأخضر والأصفر والأحمر أقرب تمثيل مرئي للوحدة الإفريقية. هذا بالمقارنة بالعلم القومي الأسود، الذي يمثل النظرية السياسية التي تتمحور حول الأمريكتين المستعمرات الطبقية النسلية. علامة UNIA (Universal Negro Improvement Association)، هي علامة ثلاثية الألوان تتكون من ثلاثة نطاقات أفقية متساوية من (من أعلى إلى أسفل) باللون الأحمر والأسود والأخضر. تبنتها UNIA رسميًا في 13 أغسطس 1920، خلال مؤتمر استمر لمدة شهر في ماديسون سكوير غاردن في نيويورك.استخدمت أشكال مختلفة من العلم في مختلف البلدان والأقاليم في إفريقيا والأمريكتين لتمثيل أيديولوجيات القومية السوداء. من بين هذه أعلام ملاوي وكينيا وسانت كيتس ونيفيس. تستخدم العديد من المنظمات والحركات الإفريقية في كثير من الأحيان نظام ثلاثي الألوان الأحمر والأسود والأخضر الرمزي في مجموعة متنوعة من السياقات.

## دراسات الكوارث
معافا هو جانب من جوانب الدراسات الأفريقية. يشير المصطلح الجماعي إلى 500 عام من المعاناة (بما في ذلك الحاضر) لأشخاص من التراث الأفريقي من خلال العبودية والإمبريالية والاستعمار، وغيرها من أشكال القمع. في هذا المجال من الدراسة، يتم دراسة التاريخ الفعلي وإرث ذلك التاريخ كخطاب واحد. ينصب التركيز في السرد التاريخي على العملاء الأفارقة، بدلاً من العملاء غير الأفارقة.

## الأحزاب والمنظمات السياسية

### في افريقيا
- منظمة الوحدة الأفريقية، خلفها الاتحاد الأفريقي
- جبهة الوحدة الأفريقية
- التجمع الديمقراطي الأفريقي
- حزب الشعب الإفريقي الثوري
- حزب المؤتمر الشعبي (غانا)
- النهضة الإفريقية [33]
- مقاتلون من أجل الحرية الاقتصادية (جنوب إفريقيا)
- مؤتمر عموم إفريقيا لأزانيا (جنوب إفريقيا)

### في منطقة البحر الكاريبي
- لجنة الشؤون الإفريقية للشؤون الإفريقية، وهي وحدة داخل مكتب رئيس وزراء بربادوس.[34]
- الجمعية الأفريقية للعلاقات الثقافية مع أفريقيا المستقلة (غيانا)
- حركة تحرير أنتيغوا الكاريبي (أنتيغوا وبربودا)
- حركة كليمنت باين (بربادوس)
- حزب ماركوس جارفي السياسي (جامايكا)
- الرابطة العالمية لتحسين الزنوج ورابطة المجتمعات الأفريقية (جامايكا)

### في المملكة المتحدة
- الاتحاد الإفريقي

### في الولايات المتحدة الأمريكية
- مجلس الشؤون الإفريقية (CAA): تأسس في عام 1937 من قبل ماكس ييرغان وبول روبسون، وكان CAA أول منظمة أمريكية كبرى تركز اهتمامها على توفير المعلومات ذات الصلة ومحدثة حول عموم أفريقيا في جميع أنحاء الولايات المتحدة، ولا سيما للأمريكيين من أصل أفريقي. ربما كانت أنجح حملة قام بها المجلس من أجل الإغاثة من المجاعة في جنوب أفريقيا في عام 1946. كان الاتحاد الأفريقي لكرة القدم يأمل في أنه بعد الحرب العالمية الثانية، سيكون هناك تحرك نحو استقلال العالم الثالث تحت وصاية الأمم المتحدة. ومما أثار جزع هيئة الطيران المدني، أن المقترحات التي قدمتها حكومة الولايات المتحدة إلى المؤتمر في أبريل / مايو 1945 لم تضع قيودًا واضحة على مدة الاستعمار ولا توجد اقتراحات تجاه السماح للممتلكات الإقليمية بالتحرك نحو الحكم الذاتي. تخلى أنصار الليبرالية عن سلطة الطيران المدني، وقمعت الحكومة الفيدرالية عملياتها.[35] في عام 1953 تم توجيه الاتهام إلى CAA بالتخريب بموجب قانون الأمن الداخلي في McCarran. تعرض زعماؤها الرئيسيون، بما في ذلك Robeson و WEB Du Bois و Alphaeus Hunton (1903-1970)، إلى المضايقات والاتهامات، وفي حالة Hunton، تعرضوا للسجن. تحت وطأة النزاعات الداخلية والقمع الحكومي والصعوبات المالية، تم حل مجلس الشؤون الأفريقية عام 1955.[36]
- تأسست منظمة الولايات المتحدة في عام 1965 من قبل مولانا Karenga، في أعقاب أعمال الشغب واتس. تعتمد على الفلسفة الأفريقية الاصطناعية في كاوايدا، وربما تشتهر بخلق كووانزا ونغوزو سابا («المبادئ السبعة»). على حد تعبير مؤسسها ورئيسها، كارينجا، «إن المهمة الأساسية لمنظمتنا نحن كانت ولا تزال تتمثل في توفير فلسفة ومجموعة من المبادئ والبرنامج الذي يلهم ممارسة شخصية واجتماعية لا تلبي احتياجات الإنسان فحسب بل تحول الناس في هذه العملية، مما يجعلهم عملاء واعية لحياتهم وتحريرهم».[37]

## مفاهيم وفلسفات عموم إفريقيا

### عموم الأفارقة
تبنت كوابينا فهيم أشانتي الوحدة الإفريقية المتشددة في كتابه «التكنولوجيا النفسية لغسيل المخ: صلب ويلي لينش». هناك حركة أحدث أخرى تطورت من المدرسة الإفريقية المبكرة وهي الحركة الإفريقية أو الإفريسكية لفرانسيس أوهانيدو، وهو شاعر فيلسوف نيجيري. ترتبط القومية السوداء أحيانًا بهذا الشكل من القومية الإفريقية.

### هيب هوب
منذ أواخر السبعينات، برزت الهيب هوب كقوة قوية شكلت جزئيًا الهوية السوداء في جميع أنحاء العالم. في مقالته عام 2005 بعنوان "موسيقى الهيب هوب تبلغ من العمر 30 عامًا: Whatcha Celebratin" من أجل؟ "، يصف جريج تيت ثقافة الهيب هوب بأنها نتاج حالة ذهنية لعموم إفريقيا. إنها "منطقة تمكين / جيب عرقية كانت بمثابة موطئ قدم للفقراء بيننا للحصول على قبضة على أرض الرخاء".تُوحد موسيقى الهيب هوب المنحدرين من أصل أفريقي على مستوى العالم في حركتها نحو مزيد من القوة الاقتصادية والاجتماعية والسياسية. تنص أندريا كلاي في مقالتها "Keepin 'it Real: Black Youth، Hip Hip Hop، and Black Identity" على أن الهيب هوب توفر للعالم "توضيحات حية لتجربة السود الحية"، مما يخلق روابط للهوية السوداء في جميع أنحاء العالم. من منظور عموم إفريقيا، يمكن لثقافة الهيب هوب أن تكون قناة لتوثيق هوية سوداء، وبذلك، تخلق قوة موحدة ورائعة بين الأفارقة الذين تنطلق عموم إفريقيا لتحقيقهم.